# Diócesis de Reggio Emilia-Guastalla
La diócesis de Reggio Emilia-Guastalla (en latín: Dioecesis Regiensis in Aemilia-Guastallensis y en italiano: Diocesi di Reggio Emilia-Guastalla) es una circunscripción eclesiástica de la Iglesia católica en Italia. Se trata de una diócesis latina, sufragánea de la arquidiócesis de Módena-Nonántola. Desde el 10 de enero de 2022 su obispo es Giacomo Morandi.

## Territorio y organización

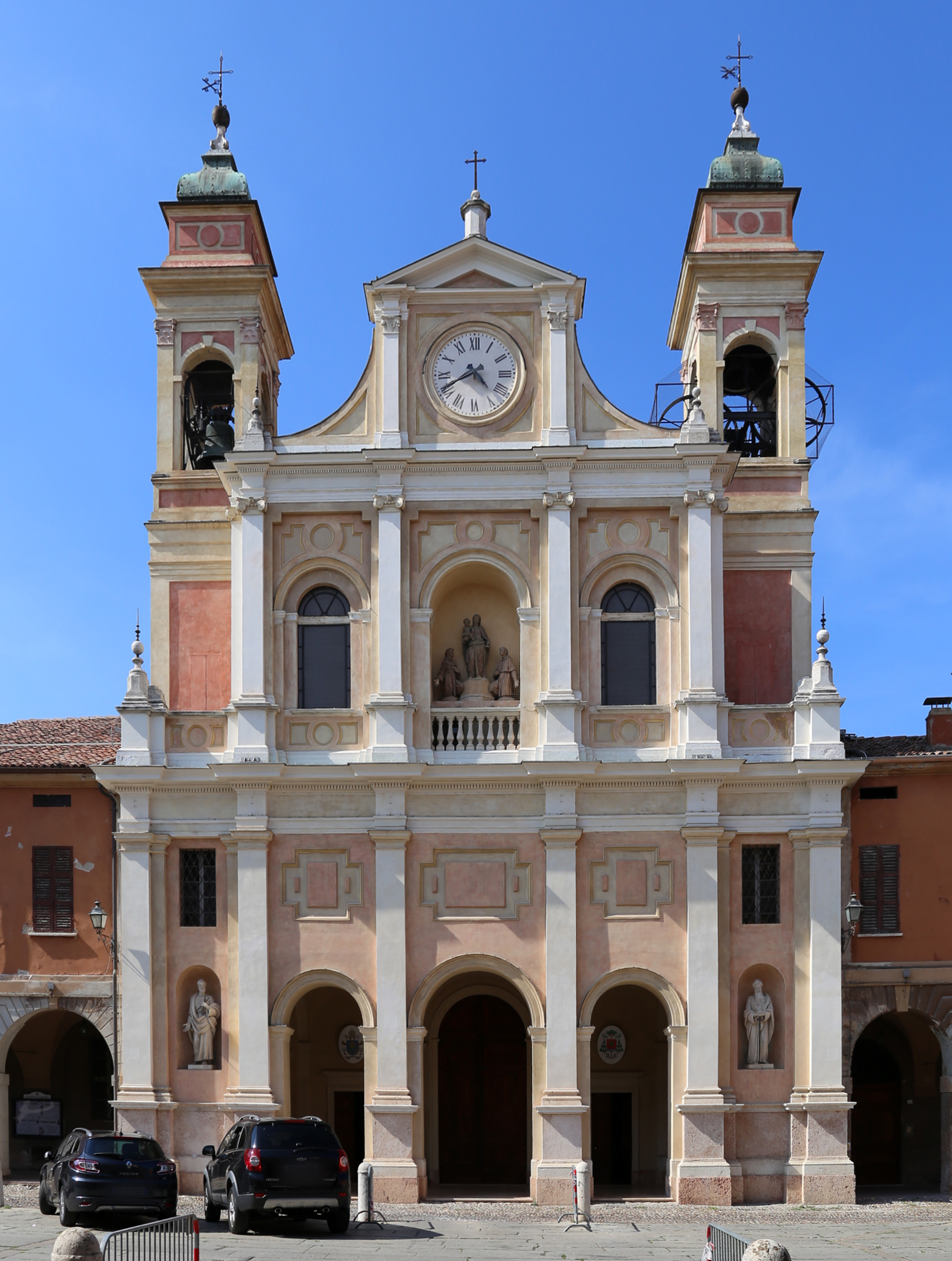
Concatedral de San Pedro Apóstol, en Guastalla

La diócesis tiene 2395 km² y extiende su jurisdicción sobre los fieles católicos de rito latino residentes en parte de la región de Emilia-Romaña, donde casi coincide con la provincia de Reggio Emilia; sólo se excluye la comuna de Rolo (perteneciente a la diócesis de Carpi), mientras que se incluyen algunos territorios al este, que pertenecen a la provincia de Módena: la mayor parte de la comuna de Sassuolo y fracciones de las comunas de Frassinoro (Fontanaluccia, Romanoro, Rovolo), Prignano sulla Secchia (Castelvecchio, Pigneto, Prignano, Saltino) y Montefiorino (Macognano). 

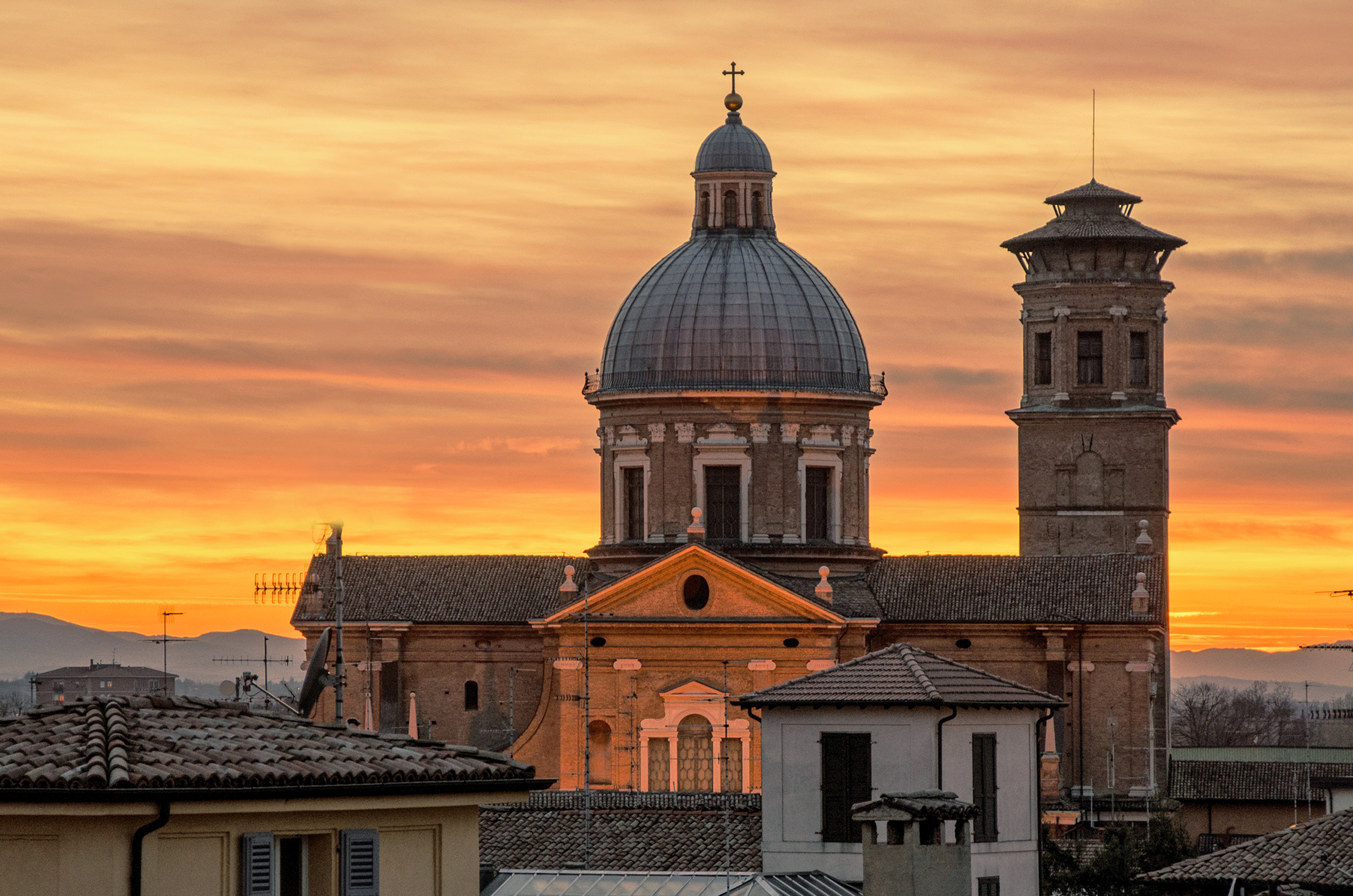
Basílica de la Virgen de la Ghiara, en Reggio Emilia

La sede de la diócesis se encuentra en la ciudad de Reggio Emilia, en donde se halla la Catedral de Santa María Asunta y la basílica de la Virgen de la Ghiara. En Guastalla se halla la Concatedral de San Pedro Apóstol y en Boretto la basílica de San Marcos Evangelista.

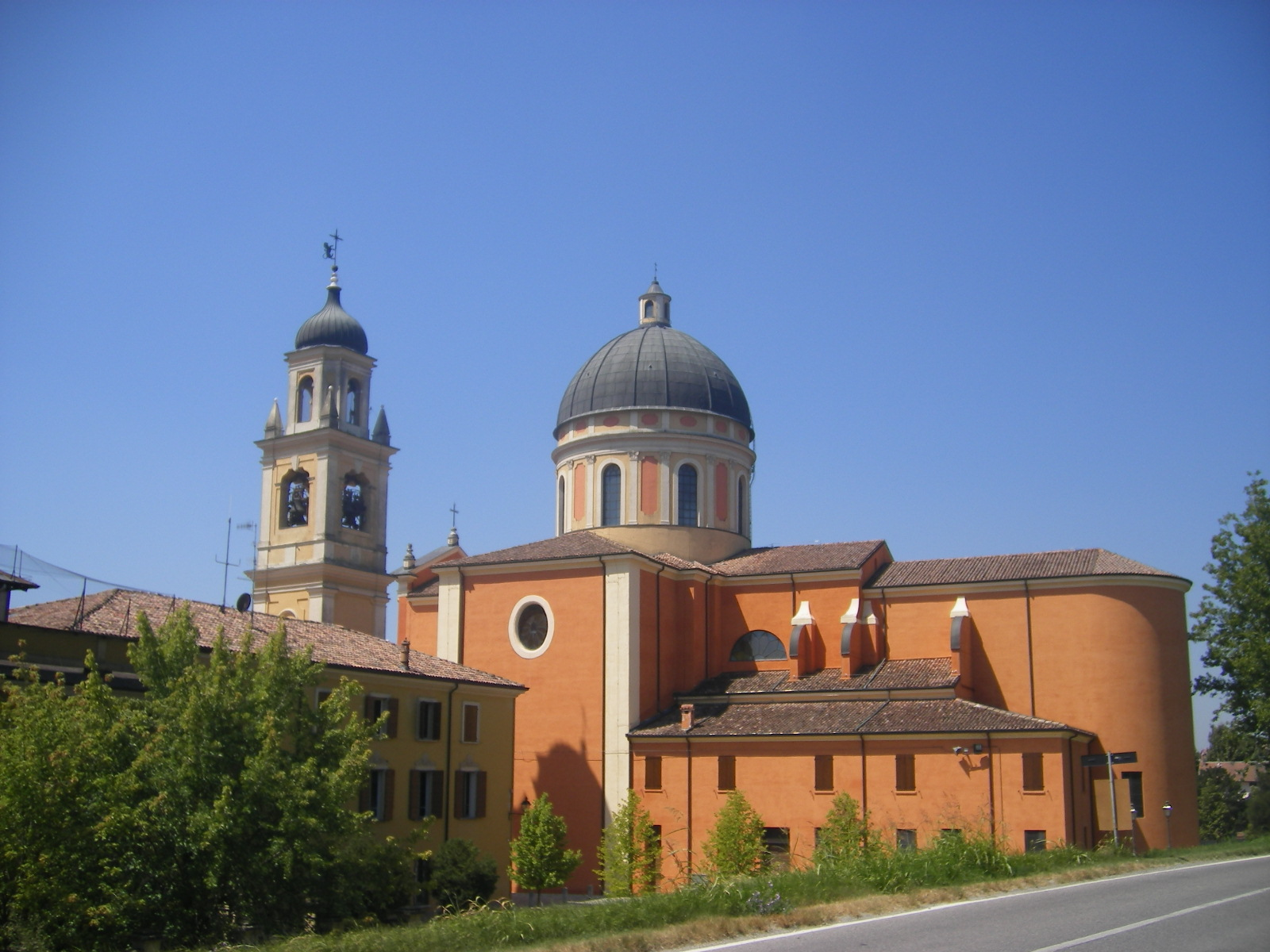
Basílica de San Marcos Evangelista, en Boretto

En 2022 en la diócesis existían 309 parroquias agrupadas en 5 vicariatos: Reggio Emilia, Pianura, Val d'Enza, Valle del Secchia y Montagna.

## Historia

### Reggio Emilia
El origen de la diócesis de Reggio Emilia se remonta tradicionalmente al siglo I, sin embargo, existen pruebas históricas fiables de un obispo de Reggio Emilia sólo a partir del año 451, año en el que Favenzio participó en el Concilio de Milán. Un antiguo catálogo episcopal de Reggio Emilia, que data del siglo XIII y quizás basado en los antiguos dípticos diocesanos, contiene una lista de 49 obispos hasta Alberio (1140). Sin embargo, de los 17 obispos anteriores Mauricio (que participaron en el concilio romano del papa Agatón en 680), ninguno encuentra confirmación histórica con la excepción del mencionado Faventius.
Anterior al año 1000 se encuentra la iglesia de Santa Cruz en Guastalla, también conocida como la "iglesia de la Muerte", en la que se conservó una partícula de la Preciosísima sangre de Cristo. La iglesia está anexa a una antigua cripta.
Originalmente sufragánea de la arquidiócesis de Milán, en el siglo VII pasó a formar parte de la provincia eclesiástica de la arquidiócesis de Ravena.
El 24 de noviembre de 703 el obispo Tommaso trasladó las reliquias del santo patrono san Próspero de la iglesia de San Apolinar a la iglesia del naciente monasterio de San Próspero extramuros. En 996 la nueva basílica de San Próspero fue fundada por el obispo Teuzone, quien acogió las reliquias de san Próspero.
Hacia finales del siglo XIII, durante siete años de sede vacante (1283-1290), la diócesis fue gobernada por vicarios capitulares: el cabildo catedralicio se dividió en dos partidos, eligiendo cada uno dos pretendientes diferentes no reconocidos por el otro. De 1283 a 1287 la sede estuvo gobernada por el archidiácono Guido da Baiso y desde 1288 por el arcipreste Nicolò dei Cambiatori.
A partir del año 1377 el papa concedió a los obispos de Reggio Emilia el título honorífico, aunque muy raro, de príncipe de Su Santidad; título al que renunció el obispo Beniamino Socche en 1960. El escudo heráldico del obispo de Reggio Emilia implicaba, por tanto, la presencia del casco y la espada junto con la cruz.
El 10 de diciembre de 1582 se convirtió en sufragánea de la arquidiócesis de Bolonia.
En el siglo XVI, los Apeninos de Reggio Emilia, dependientes de la diócesis de Reggio y en parte de la de diócesis de Parma, se dividieron en 8 plebanatos, cada uno de los cuales tenía como dependientes un cierto número de iglesias filiales. Había dos monasterios importantes en las montañas de Reggio Emilia. El monasterio de Marola estaba gobernado por monjes agustinos. Sus bienes fueron encomendados, luego nivelados y luego pasados a la Cámara Ducal. Francesco IV d'Este, duque de Módena y Reggio, cedió finalmente la abadía al obispo de Reggio para erigir allí un seminario. El monasterio de Canossa fue gobernado por los benedictinos, pasó a ser in commenda y luego fue suprimido por el duque en 1763.
Hasta 1779, gran parte de la actual diócesis de Carpi, en particular las actuales comunas de Mirandola, Concordia sulla Secchia, San Possidonio, estaban bajo la jurisdicción de Reggio Emilia.
En la primera mitad del siglo XIX se revisaron las fronteras entre la diócesis de Reggio y las vecinas. El 16 de febrero de 1820, mediante la bula Paternae charitatis del papa Pío VII, cedió las parroquias situadas al norte del río Po a la diócesis de Mantua.
El 10 de diciembre de 1821, mediante el breve Sacrorum canonum del papa Pío VII, se revisaron las fronteras entre las diócesis de Parma y Reggio Emilia: Parma adquirió 10 parroquias de Reggio, pero cedió 21 a la misma, casi todas al este del río Enza.
En 1853 las fronteras entre Parma y Reggio Emilia fueron redefinidas nuevamente, tras los acuerdos alcanzados en el Tratado de Florencia de 1844: Parma cedió otras 19 parroquias a Reggio, adquiriendo 2 de la misma. Con estas disposiciones el río Enza se convirtió en la frontera natural entre las dos diócesis.
El 22 de agosto de 1855 la diócesis pasó a formar parte de la provincia eclesiástica de Módena.
El 15 de septiembre de 1984, mediante el decreto Quo aptius de la Congregación para los Obispos, la diócesis de Reggio Emilia adquirió dos parroquias en la comuna de Toano, que pertenecían a la arquidiócesis de Módena.

### Guastalla
La diócesis de Guastalla fue erigida el 18 de septiembre de 1828 mediante la bula De commisso nobis del papa León XII. La Iglesia de Guastalla había obtenido, desde el siglo XII, la exención de la jurisdicción episcopal de Reggio y quedó sometida a los benedictinos. Posteriormente, a petición del arcipreste Gerardo en 1471 fue erigida como archipretura nullius diocesis; finalmente el 5 de noviembre de 1585 el papa Sixto V la transformó de nuevo en una iglesia abacial nullius, perteneciente a la provincia eclesiástica de Milán. En 1629 el abad Vincenzo Lojani, ejerciendo sus derechos cuasi episcopales, convocó un sínodo de la Iglesia guastallesa. Esta autonomía de Guastalla suscitó en varias ocasiones el desacuerdo de los obispos de Reggio. Con solemne motu proprio del 17 de septiembre de 1773 el papa Clemente XIV reiteró la exención episcopal de la Iglesia de Guastalla y su sometimiento directo a la Santa Sede.
A principios del siglo XIX, a petición de la duquesa María Luisa de Austria, la abadía nullius fue elevada al rango de diócesis y se nombró primer obispo a Giovanni Tommaso Neuschel, que fue también el último abad. La muy pequeña diócesis incluía inicialmente 11 parroquias: las 5 de Guastalla y las 6 parroquias de las comunas de Reggiolo y Luzzara tomadas de la diócesis de Parma.
Originalmente sujeta inmediatamente a la Santa Sede, la diócesis pasó a formar parte de la provincia eclesiástica de Módena el 22 de agosto de 1855.
En 1866 amplió su territorio con otras 13 parroquias cedidas por la diócesis de Reggio Emilia.
En 1885 la diócesis de Guastalla contaba con 89 sacerdotes, comprendía 26 parroquias, para un total de poco más de 53 000 habitantes.
El 26 de mayo de 1967, con la carta apostólica Porta caeli, el papa Pablo VI proclamó a la Santísima Virgen María de la Puerta y a san Francisco de Asís como principales patronos de la diócesis de Guastalla.
En el momento de la unión con Reggio Emilia, la diócesis de Guastalla incluía 30 parroquias en las comunas de Bagnolo in Piano, Boretto, Brescello, Campagnola Emilia, Fabbrico, Gualtieri, Guastalla, Luzzara, Novellara y Reggiolo.

### Sedes unidas
El 10 de febrero de 1973, Gilberto Baroni, ya obispo de Reggio Emilia desde 1965, fue nombrado también obispo de Guastalla, uniendo así in persona episcopi las dos diócesis.
El 30 de septiembre de 1986, mediante el decreto Instantibus votis de la Congregación para los Obispos, se estableció la unión plena de las dos diócesis y el nuevo distrito eclesiástico tomó su nombre actual.

## Estadísticas
Según el Anuario Pontificio 2023 la diócesis tenía a fines de 2022 un total de 499 972 fieles bautizados.
| Año                                                                             | Población            | Población | Población      | Sacerdotes | Sacerdotes    | Sacerdotes    | Bautizados por sacerdote | Diáconos permanentes | Religiosos | Religiosos | Parroquias |
| Año                                                                             | Bautizados católicos | Total     | % de católicos | Total      | Clero secular | Clero regular | Bautizados por sacerdote | Diáconos permanentes | Varones    | Mujeres    | Parroquias |
| ------------------------------------------------------------------------------- | -------------------- | --------- | -------------- | ---------- | ------------- | ------------- | ------------------------ | -------------------- | ---------- | ---------- | ---------- |
| Diócesis de Reggio Emilia                                                       |                      |           |                |            |               |               |                          |                      |            |            |            |
| 1950                                                                            | 349 000              | 349 500   | 99.9           | 429        | 403           | 26            | 813                      |                      | 32         | 302        | 256        |
| 1969                                                                            | 353 481              | 354 284   | 99.8           | 462        | 402           | 60            | 765                      |                      | 96         | 789        | 272        |
| 1980                                                                            | 391 907              | 393 918   | 99.5           | 404        | 348           | 56            | 970                      | 13                   | 73         | 597        | 282        |
| Diócesis de Guastalla                                                           |                      |           |                |            |               |               |                          |                      |            |            |            |
| 1950                                                                            | 70 000               | 70 000    | 100.0          | 81         | 73            | 8             | 864                      |                      | 10         | 101        | 29         |
| 1970                                                                            | 64 000               | 64 000    | 100.0          | 59         | 52            | 7             | 1084                     |                      | 9          | 165        | 30         |
| 1980                                                                            | 65 345               | 65 445    | 99.8           | 50         | 47            | 3             | 1306                     |                      | 3          | 116        | 30         |
| Diócesis de Reggio Emilia-Guastalla                                             |                      |           |                |            |               |               |                          |                      |            |            |            |
| 1990                                                                            | 453 016              | 458 095   | 98.9           | 422        | 370           | 52            | 1073                     | 41                   | 64         | 583        | 319        |
| 1999                                                                            | 465 134              | 480 114   | 96.9           | 377        | 332           | 45            | 1233                     | 70                   | 55         | 444        | 319        |
| 2000                                                                            | 465 624              | 480 624   | 96.9           | 365        | 317           | 48            | 1275                     | 70                   | 62         | 420        | 319        |
| 2001                                                                            | 474 084              | 489 727   | 96.8           | 363        | 313           | 50            | 1306                     | 68                   | 62         | 395        | 319        |
| 2002                                                                            | 479 517              | 495 273   | 96.8           | 346        | 301           | 45            | 1385                     | 67                   | 55         | 375        | 319        |
| 2003                                                                            | 484 893              | 501 911   | 96.6           | 346        | 296           | 50            | 1401                     | 67                   | 58         | 373        | 319        |
| 2004                                                                            | 485 527              | 508 677   | 95.4           | 337        | 292           | 45            | 1440                     | 67                   | 69         | 375        | 319        |
| 2010                                                                            | 504 133              | 569 853   | 88.5           | 317        | 273           | 44            | 1590                     | 79                   | 58         | 299        | 318        |
| 2014                                                                            | 506 300              | 566 126   | 89.4           | 279        | 243           | 36            | 1814                     | 99                   | 53         | 308        | 318        |
| 2017                                                                            | 505 000              | 566 126   | 89.2           | 279        | 241           | 38            | 1810                     | 112                  | 63         | 267        | 317        |
| 2020                                                                            | 499 796              | 570 896   | 87.5           | 246        | 224           | 22            | 2031                     | 126                  | 40         | 227        | 314        |
| 2022                                                                            | 499 972              | 571 095   | 87.5           | 242        | 211           | 31            | 2066                     | 124                  | 45         | 247        | 309        |
| Fuente: Catholic-Hierarchy, que a su vez toma los datos del Anuario Pontificio. |                      |           |                |            |               |               |                          |                      |            |            |            |

## Episcopologio

### Obispos de Reggio Emilia
- Protasio †
- Cromazio †
- Antonino †
- Elia †
- Santino †
- Carosio †
- Favenzio † (mencionado en 451)[nota 2]
- Elpidio †
- San Prospero † (siglo V)
- Stefano †
- Adeodato o Deusdedit †
- Teodosio o Teodoro †
- Donodidio †
- Adriano †
- Benenato †
- Paolo I †
- Lupiano o Ulpiano †
- Maurizio † (mencionado en 680)[nota 3]
- Costantino †
- Beato Tommaso † (inicios del siglo VIII)[nota 4]
- Giovanni †
- Sisto o Callisto †
- Geminiano † (mencionado en 751 circa)
- Apollinare † (antes de 756-después de 781)
- Adelmo † (mencionado en 800?)
- Norperto o Nodeberto † (antes de 822-después de 835)
- Vitale † (mencionado en 838?)
- Sigifredo † (antes de 844-después de 857)
- Rotfrido † (mencionado en 874?)
- Azzo I (o Amone o Arnone) † (mencionado en 877)[nota 5]
- Paolo II † (antes de diciembre de 878-881)
- Aronne † (antes de febrero de 882-después de abril de 885?)
- Azzo II † (antes de octubre de 890-después de septiembre de 899 falleció)[nota 6]
- Pietro † (antes de octubre de 900-después de junio de 915)
- Fredolfo † (mencionado en 923)
- Girardo o Gottardo †
- Aribaldo o Eriberto o Girberto † (antes de agosto de 942-después de marzo de 944)
- Adelardo † (antes de 945-después de 952)
- Ermenaldo o Ermanno † (antes de 962-después de agosto de 979)
- Teuzone † (antes de 980-después de diciembre de 1029)
- Sigifredo (o Sifredo) II † (antes de mayo de 1031-después de 1046)[nota 7]
- Conone o Condelaudo † (mencionado en 1050)
- Adalberio o Alberio † (1053 o 1054-después de marzo de 1060)
- Volmaro † (circa 1062-después de mayo de 1065)
- Gandolfo † (antes de diciembre de 1066-1082 depuesto)
  - San Anselmo † (1082-circa 1085) (administrador apostólico)
- Eriberto o Euberto † (circa 1085-después de septiembre de 1092 falleció)
- Lodovico † (1092-después de 1093)[nota 8]
- Bonseniore o Bonsignore † (antes de abril de 1098-10 de mayo de 1118 falleció)
- Adelmo o Adelelmo † (antes de febrero de 1123-después de diciembre de 1136)
- Alberio † (antes de marzo de 1140-5 de abril de 1163 falleció)
- Albericone o Alberico † (1163-28 de agosto de 1187 falleció)
- Pietro † (antes del 10 de septiembre de 1187-noviembre de 1210 falleció)
- Niccolò Maltraversi † (1 de junio de 1211-agosto de 1243 falleció)
- Guglielmo da Fogliano † (septiembre u octubre de 1243-5 de agosto de 1283 falleció)
  - Sede vacante (1283-1290)
- Guglielmo da Bobbio, O.F.M. † (22 de junio de 1290-3 de septiembre de 1301 falleció)
- Enrico de Casalorci o Casalocci † (30 de abril de 1302-29 de abril de 1312 falleció)
- Guido da Baisio † (19 de diciembre de 1312-11 de octubre de 1329 nombrado obispo de Rímini)
- Guido Roberti † (11 de octubre de 1329-27 de junio de 1332 nombrado arzobispo de Ravena)
  - Tommasino Fogliani † (1334-1336) (administrador apostólico)
- Rolando Scarampi † (10 de mayo de 1336-1337 renunció)
- Bartolomeo d'Asti (o d'Ivrea) † (6 de octubre de 1339-1362 falleció)
- Lorenzo Pinotti † (6 de marzo de 1363-después del 9 de julio de 1379 falleció)
- Serafino Tavacci da Trino, O.F.M. † (1 de enero de 1380-antes del 16 de diciembre de 1387 nombrado obispo de Santa Giusta)
- Ugolino da Sesso † (24 de julio de 1387-después del 10 de octubre de 1394 falleció)
- Tebaldo da Sesso, O.S.B. † (3 de abril de 1395-6 de enero de 1439 falleció)
- Giacomo Antonio della Torre † (16 de enero de 1439-19 de octubre de 1444 nombrado obispo de Módena)
- Giambattista Pallavicino † (19 de octubre de 1444-12 de mayo de 1466 falleció)
- Antonio Beltrando † (28 de mayo de 1466-5 de mayo de 1476 falleció)
- Bonfrancesco Arlotti † (9 de junio de 1477-7 de enero de 1508 falleció)
- Gianluca Castellini (Del Pozzo) † (7 de enero de 1508 por sucesión-18 de octubre de 1510 falleció)
- Ugo Rangone † (18 de octubre de 1510-28 de agosto de 1540 falleció)
- Marcello Cervini (24 de septiembre de 1540-29 de febrero de 1544 nombrado obispo de Gubbio, luego electo papa con el nombre de Marcelo II)
- Giorgio Andreasi † (2 de abril de 1544-22 de enero de 1549 falleció)
- Giambattista Grossi † (22 de enero de 1549 por sucesión-28 de marzo de 1569 falleció)
- Eustachio Locatelli, O.P. † (15 de abril de 1569-14 de octubre de 1575 falleció)
- Francesco Martelli † (19 de octubre de 1575-9 de marzo de 1578 falleció)
- Benedetto Manzoli † (9 de abril de 1578-26 de agosto de 1585 falleció)
- Giulio Masetti † (7 de octubre de 1585-2 de septiembre de 1592 falleció)
- Claudio Rangoni † (16 de diciembre de 1592-2 de septiembre de 1621 falleció)
- Alessandro d'Este † (13 de octubre de 1621-13 de mayo de 1624 falleció)
- Paolo Coccapani † (7 de abril de 1625-26 de junio de 1650 falleció)
- Rinaldo d'Este † (5 de diciembre de 1650-23 de abril de 1660 renunció)
- Girolamo Codebò † (24 de enero de 1661-3 de octubre de 1661 falleció)
- Gianagostino Marliani † (27 de febrero de 1662-22 de mayo de 1674 falleció)
- Augusto Bellincini † (28 de enero de 1675-20 de julio de 1700 falleció)
- Ottavio Picenardi † (14 de marzo de 1701-diciembre de 1722 falleció)
- Lodovico Forni † (12 de mayo de 1723-21 de noviembre de 1750 renunció)
- Giovanni Maria Castelvetro † (7 de diciembre de 1750-4 de abril de 1785 falleció)
- Francesco Maria d'Este † (26 de septiembre de 1785-17 de mayo de 1821 falleció)
- Angelo Maria Ficarelli † (19 de abril de 1822-5 de junio de 1825 falleció)
- Filippo Cattani † (3 de julio de 1826-7 de enero de 1849 falleció)
- Pietro Raffaelli † (20 de abril de 1849-23 de julio de 1866 falleció)
- Carlo Macchi † (27 de marzo de 1867-22 de mayo de 1873 falleció)
- Guido Rocca † (25 de julio de 1873-26 de enero de 1886 falleció)
- Vincenzo Manicardi † (7 de junio de 1886-20 de octubre de 1901 falleció)
- Arturo Marchi † (16 de diciembre de 1901-29 de abril de 1910 nombrado arzobispo de Lucca)
- Eduardo Brettoni † (12 de octubre de 1910-13 de noviembre de 1945 falleció)
- Beniamino Socche † (13 de febrero de 1946-16 de enero de 1965 falleció)
- Gilberto Baroni † (27 de marzo de 1965-30 de septiembre de 1986 nombrado obispo de Reggio Emilia-Guastalla)

### Obispos de Guastalla
- Giovanni Tommaso Neuschel, O.P. † (15 de diciembre de 1828-21 de noviembre de 1836 nombrado obispo de Borgo San Donnino)
- Pietro Giovanni Zanardi † (21 de noviembre de 1836-15 de septiembre de 1854 falleció)
- Pietro Rota † (23 de marzo de 1855-27 de octubre de 1871 nombrado obispo de Mantua)
- Francesco Benassi † (27 de octubre de 1871-30 de septiembre de 1884 renunció[nota 9])
- Prospero Curti † (10 de noviembre de 1884-21 de marzo de 1890 falleció)
- Beato Andrea Carlo Ferrari † (23 de junio de 1890-1 de junio de 1891 nombrado obispo de Como)
- Pietro Respighi † (14 de diciembre de 1891-30 de noviembre de 1896 nombrado arzobispo de Ferrara)
- Enrico Grazioli † (30 de noviembre de 1896-13 de abril de 1897 renunció[nota 10])
- Andrea Sarti † (19 de abril de 1897-29 de abril de 1909 nombrado obispo de Pistoia y Prato)
- Agostino Cattaneo † (15 de marzo de 1910-9 de abril de 1923 falleció)
- Giordano Corsini † (25 de mayo de 1923-7 de julio de 1932 renunció[nota 11])
- Giacomo Zaffrani † (16 de septiembre de 1932-6 de mayo de 1960 falleció)
- Angelo Zambarbieri † (6 de mayo de 1960 por sucesión-15 de agosto de 1970 falleció)
  - Sede vacante (1970-1973)
- Gilberto Baroni † (10 de febrero de 1973-30 de septiembre de 1986 nombrado obispo de Reggio Emilia-Guastalla)

### Obispos de Reggio Emilia-Guastalla
- Gilberto Baroni † (30 de septiembre de 1986-11 de julio de 1989 retirado)
- Giovanni Paolo Gibertini, O.S.B. † (11 de julio de 1989-27 de junio de 1998 retirado)
- Adriano Caprioli (27 de junio de 1998-29 de septiembre de 2012 retirado)
- Massimo Camisasca, F.S.C.B. (29 de septiembre de 2012-10 de enero de 2022 retirado)
- Giacomo Morandi, desde el 10 de enero de 2022

### Para la sede de Reggio Emilia
- (en inglés) Reggio dell'Emilia, en Catholic Encyclopedia, Nueva York, Encyclopedia Press, 1913.
- (en italiano) Francesco Lanzoni, Le diocesi d'Italia dalle origini al principio del secolo VII (an. 604), vol. II, Faenza, 1927, pp. 793-802
- (en italiano) Giuseppe Cappelletti, Le Chiese d'Italia dalla loro origine sino ai nostri giorni, vol. XV, Venecia, 1859, pp. 359-399
- (en italiano) Giovanni Saccani, I vescovi di Reggio-Emilia, Cronotassi, Reggio Emilia, 1902
- (en latín) Pius Bonifacius Gams, Series episcoporum Ecclesiae Catholicae, Leipzig, 1931, pp. 759-761
- (en latín) Konrad Eubel, Hierarchia Catholica Medii Aevi, vol. 1, pp. 417-418; vol. 2, p. 222; vol. 3, p. 284; vol. 4, p. 294; vol. 5, p. 331; vol. 6, p. 355

### Para la sede de Guastalla
- (en inglés) Diocese of Guastalla, en Catholic Encyclopedia, Nueva York, Encyclopedia Press, 1913.
- (en italiano) Ireneo Affò, Antichità e pregi della Chiesa guastallese, Parma, 1774
- (en italiano) Giuseppe Cappelletti, Le Chiese d'Italia dalla loro origine sino ai nostri giorni, vol. XV, Venecia, 1859, pp. 425-440
- (en latín) Pius Bonifacius Gams, Series episcoporum Ecclesiae Catholicae, Leipzig, 1931, p. 759